# Quận Surry, North Carolina
Quận Surry là một quận nằm ở tiểu bang Bắc Carolina. Tại thời điểm năm 2000, quận có dân số 71.227 người. Quận lỵ đóng ở Dobson6.
Quận được lập năm 1771 từ quận Rowan. Quận đã được đặt tên theo Surrey ở Anh, nơi sinh của William Tryon, thống đốc bang Bắc Carolina từ năm 1765 đến 1771,

## Địa lý
Theo Cục điều tra dân số Hoa Kỳ, quận có tổng diện tích 538 square miles (1.393 km²), trong đó, 537 dặm Anh vuông (1.390 km²) là diện tích đất và 1 dặm Anh vuông (3 km²) trong tổng diện tích (0,24%) là diện tích mặt nước.

### Các thị trấn
Quận được chia thành 15 xã:
| - Bryan - Dobson - Eldora - Elkin - Franklin | - Long Hill - Marsh - Mount Airy - Pilot - Rockford | - Shoals - Siloam - South Westfield - Stewarts Creek - Westfield |

### Các quận giáp ranh
- Quận Carroll, Virginia - Bắc
- Quận Patrick, Virginia - Đông bắc
- Quận Stokes, Bắc Carolina - Đông
- Quận Forsyth, Bắc Carolina - Đông nam
- Quận Yadkin, Bắc Carolina - Nam
- Quận Wilkes, Bắc Carolina - Tây nam
- Quận Alleghany, Bắc Carolina - Tây bắc
- Quận Grayson, Virginia - Bắc-tây bắc

### Các khu bảo tồn quốc gia
- Blue Ridge Parkway (một phần)

## Nhân khẩu
Theo cuộc điều tra dân số2 tiến hành năm 2000, quận này có dân số 71.219 người, 28.408 hộ, và 20.482 gia đình sinh sống trong quận này. Mật độ dân số là 133 người trên mỗi dặm Anh vuông (51/km²). Có 31.033 đơn vị nhà ở với một mật độ bình quân là 58 trên mỗi dặm Anh vuông (22/km²). Cơ cấu chủng tộc của dân cư sinh sống tại quận này gồm 90,40% người da trắng, 4,16% người da đen hoặc người Mỹ gốc Phi, 0,23% người thổ dân châu Mỹ, 0,57% người gốc châu Á, 0,04% người các đảo Thái Bình Dương, 3,45% từ các chủng tộc khác, và 1,15% từ hai hay nhiều chủng tộc. 6,49% dân số là người Hispanic hoặc người Latin thuộc bất cứ chủng tộc nào.
Có 28,408 hộ trong đó có 30,80% có con cái dưới tuổi 18 sống chung với họ, 58,40% là những cặp kết hôn sinh sống với nhau, 9,70% có một chủ hộ là nữ không có chồng sống cùng, và 27,90% là không gia đình. 25,00% trong tất cả các hộ gồm các cá nhân và 11,70% có người sinh sống một mình và có độ tuổi 65 tuổi hay già hơn. Quy mô trung bình của hộ là 2,46 còn quy mô trung bình của gia đình là 2,92,
Phân bố độ tuổi của cư dân sinh sống trong huyện là 23,60% dưới độ tuổi 18, 7,90% từ 18 đến 24, 29,00% từ 25 đến 44, 24,10% từ 45 đến 64, và 15,40% người có độ tuổi 65 tuổi hay già hơn. Độ tuổi trung bình là 38 tuổi. Cứ mỗi 100 nữ giới thì có 95,70 nam giới. For every 100 nữ giới có độ tuổi 18 và lớn hơn thì, có 92,20 nam giới.
Thu nhập bình quân của một hộ ở quận này là $33.046, và thu nhập bình quân của một gia đình ở quận này là $38.902, Nam giới có thu nhập bình quân $27.854 so với mức thu nhập $20.556 đối với nữ giới. Thu nhập bình quân đầu người của quận là $17.722, About 9,10% gia đình và 12,40% dân số sống dưới ngưỡng nghèo, bao gồm 15,00% những người có độ tuổi 18 và 17,40% là những người 65 tuổi hoặc già hơn.

### Thành phố và thị trấn
- Dobson
- Elkin
- Mount Airy
- Pilot Mountain